# Franciszek Szatkowski
Franciszek Szatkowski (ur. 4 października 1928 r. w Tucholi, zm. 28 kwietnia 2008) – polski inżynier.
W 1948 roku uzyskał maturę w Państwowym Gimnazjum i Liceum w Tucholi i rozpoczął studia na Wydziale Inżynierii Lądowej i Wodnej Politechniki Gdańskiej uzyskując w 1952 roku dyplom inżyniera, a w 1954 dyplom magistra inżyniera w specjalności mosty. Członek Honorowy Stowarzyszenia Inżynierów i Techników Komunikacji RP (SITK). Odznaczony Krzyżem Kawalerskim Orderu Odrodzenia Polski. Za osiągnięcia zawodowe odznaczony Medalem Aleksandra i Zbigniewa Wasiutyńskich, działacz SITK od 1963. Odznaczony za zasługi w działalności stowarzyszeniowej m.in. Złotą Odznaką Naczelnej Organizacji Technicznej, Srebrną Odznaką Honorową SITK.